# Pelikanteatern
Pelikanteatern - Göteborgs minsta scen - bildades 2002 av Åsa Björklund, Elin Gradin och Ulrica Flach.

## Tidigare produktioner
- ...och betraktar dårskapet.
- Det är inte dig det är fel på (det handlar om mig)
- Hej då Stig
- Farligt med Falukorv
- Anne - en enmansföreställning
- Ensamma hjärtan

## Skådespelare som jobbat på teatern (i urval)
- Elin Gradin
- Ulrica Flach
- Martin Östh
- Stefan Garhamn